# Národní unie Jihozápadní Afriky

Vlajka Národní unie Jihozápadní Afriky
Poměr stran: 2:3

Národní unie Jihozápadní Afriky (South West African National Union, SWANU) byla politická strana v Jihozápadní Africe; byla založena 27. září 1959.
U jejího zrodu stáli J. Kozonguizi, M. Kerina, H. Toivo Ja Toivo a C. Kapuuo; NUJZA podporovala Rada hererských náčelníků pod vedením významného náčelníka Hosea Kutaka. Původní myšlenka jednotné politické strany zahrnující příslušníky všech kmenů ovšem neuspěla, když se již v roce 1960 vydělila ovambská Organizace lidu Jihozápadní Afriky , jako celonárodní strana vzešlá z původního politického uskupení OPO, jehož představitelé zároveň působili ve vedení NUJZA. NUJZA poté existovalo jako převážně hererské politické uskupení; kvůli rychlé radikalizaci a příklonu ke komunistické ideologii se od NUJZA v roce 1964 odvrátila i Rada hererských náčelníků, aby vzápětí vytvořila Demokratickou organizaci národní jednoty. V roce 1984 se NUJZA rozpadla na dvě strany, její nástupnické organizace však postupně ztratily vliv.